# Aidan Nichols

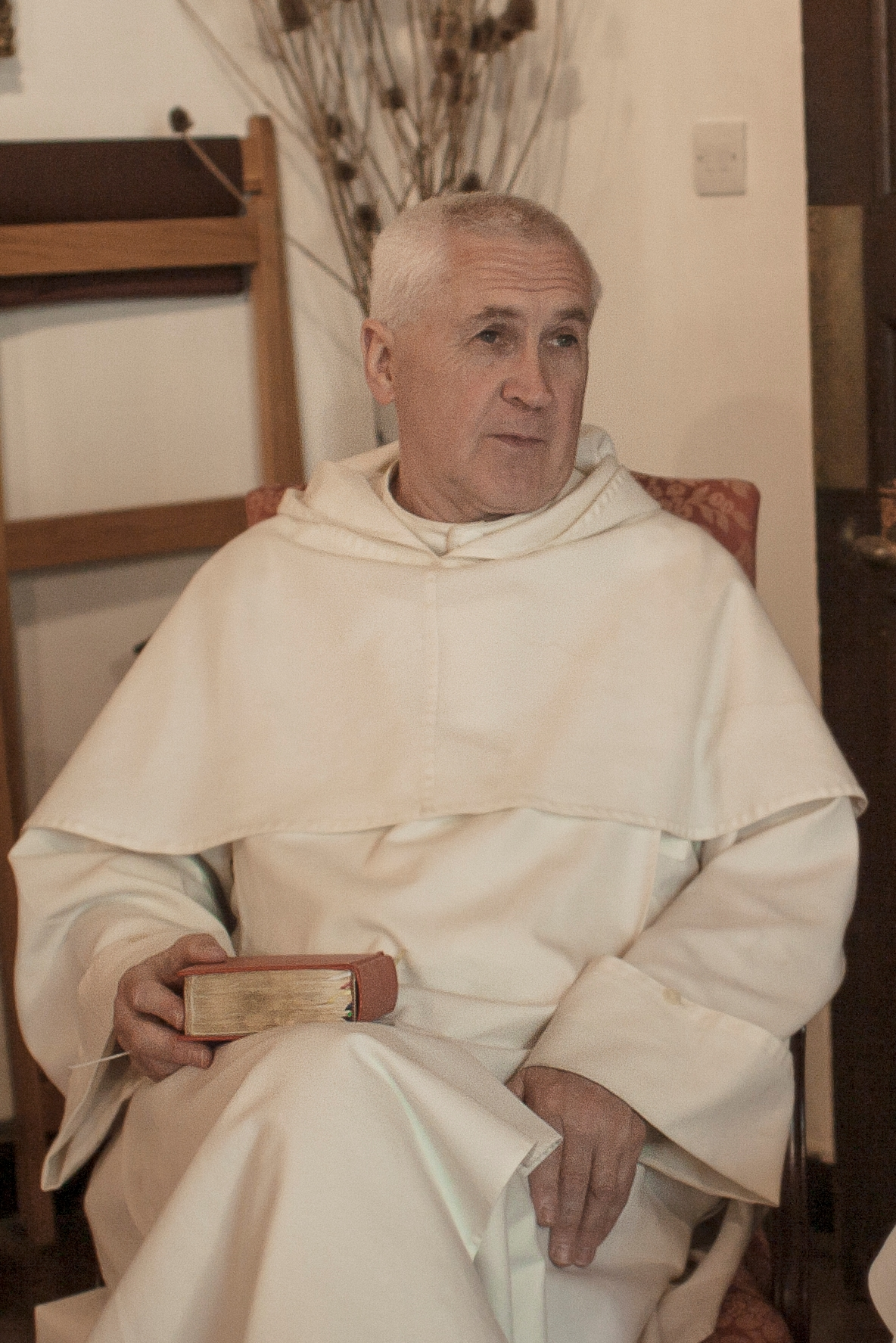

Aidan Nichols OP (* 17. September 1948 in Lytham St Annes) ist ein englischer katholischer Theologe.

## Leben
John Christopher Nichols schloss sein Studium der modernen Geschichte am Christ Church (Oxford) mit Auszeichnung ab. Er trat 1970 in den Dominikanischen Orden ein und nahm den Ordensnamen Aidan an. Die nächsten sieben Jahre verbrachte er in Blackfriars in Oxford. Während dieser Zeit wurde er am 7. Juli 1976 zum Priester geweiht. Anschließend zog er nach Edinburgh, wo er katholischer Kaplan an der Universität von Edinburgh war. 1986 promovierte er in Edinburgh. Zwischen 1983 und 1991 war er Dozent für Dogmatik und Ökumenik am Angelicum. 1990 erhielt er das Lizentiat für Heilige Theologie vom Angelicum. 2005 wurde er Robert Randall Distinguished Professor in Christian Culture am Providence College.

## Schriften (Auswahl)
- Wisdom from above. A primer in the theology of father Sergei Bulgakov. Leominster 2005, ISBN 0-85244-642-X.
- The thought of Benedict XVI. An introduction to the theology of Joseph Ratzinger. London 2005, ISBN 0-86012-407-X.
- Divine fruitfulness. A guide to Balthasar’s theology beyond the trilogy. Washington, D.C. 2007, ISBN 0-8132-1481-5.
- G. K. Chesterton, theologian. London 2009, ISBN 978-0-232-52776-6.